# Васил Попов (Ботевград)
Васил Попов е български търговец и политик, кмет на Орхание в периода 1905 – 1908 г.

## Биография
Роден е около 1862 г. На 24 септември 1905 г. е избран чрез тайно гласуване от общинските съветници за кмет на Орхание. По време на неговото управление е построена самостоятелна сграда на третостепенната болница в града. Организира се почистване на горите и се определят участъци за сеч. През 1907 г. е открито Земеделското девическо училище, като се използват сградите на Държавната бубарница. Създадено е първото физкултурно дружество.